# Þ
Þ, törn, thorn, þorn, (versal Þ, gemen þ) är en bokstav i det isländska alfabetet, som också användes i de fornengelska, fornnordiska och fornsvenska alfabeten. Det motsvarar ett tonlöst läspljud. Tidigare har det också använts för ett tonande läspljud. I modern engelska, och när bokstaven inte är tillgänglig, motsvaras Þ av digrafen th (som i thing, men inte this).
Bokstaven Þ är ett arv från de fornnordiska språken, där Þ representerades av runan , som kallades Þorn (törn) i den engelska runraden och Þurs (turs, jätte) i den nordiska. Bokstaven har ersatts, mestadels med d eller t, i alla nordiska språk utom isländska, där den är den 30:e bokstaven i alfabetet. Þ användes även i det fornnordiska latinska alfabetet, där den representerade tonande och tonlöst läspljud.
Þ användes i forn- och medelengelska. Det fasades ur engelskan på 1300-talet. I skrift övergick dess form till att likna bokstaven Ƿ (wynn), som försvann som bokstav runt 1300. Þ ersattes successivt helt av digrafen "th", som representerar både den tonlösa och tonande dentala frikativan. Þ levde kvar än in på 1400-talet, främst som del av förkortningar, till exempel þe för ordet the. Dess form kom mer och mer att likna bokstaven y. Detta förstärktes med tryckkonstens intåg, eftersom typer som importerades från Tyskland och Italien saknade bokstaven Þ, men hade y, varför typsättare använde det som stod till buds. I modern engelska används ibland ye för the för att ge en medeltida känsla.

## Datoranvändning
I Unicode är kodpunkterna dessa:
U+00DE LATIN CAPITAL LETTER THORN

U+00FE LATIN SMALL LETTER THORN
Genom att memorera de hexadecimala talen 00DE och 00FE och ta reda på hur Unicode-indata matas in i den tekniska plattform man använder, kan man i de flesta fall skriva Þ och þ.
I Windows med svenskt tangentbord kan den stora bokstaven Þ skrivas genom att hålla ned Alt och skriva 0222 på det numeriska tangentbordet, och för lilla bokstaven þ istället 0254. I Linux kan man, på liknande sätt som med flera andra bokstäver, åstadkomma þ med tangentkombinationen alt-gr+p, och alt-gr+shift+P för Þ.